# 青柳ヶ浜駅
青柳ヶ浜駅（あおやぎがはまえき）は、かつて滋賀県滋賀郡志賀町大字荒川（現在の大津市荒川）にあった江若鉄道の駅（廃駅）。
琵琶湖の青柳浜水泳場の最寄り駅として開設され、夏の水泳シーズンにのみ営業を行う臨時駅であった。

## 歴史
青柳ヶ浜駅は1949年（昭和24年）に江若鉄道の近江木戸 - 比良間に新設された駅である。青柳浜水泳場の最寄り駅として、水泳客の便宜を図って開設された。江若鉄道の沿線には水泳場が点在し、夏になると多くの水泳客が押し寄せた。当駅のような水泳客向けの駅の設置は、江若鉄道が夏場の水泳客輸送に力を入れていたことの表れでもある。
江若鉄道は1969年（昭和44年）10月31日をもって営業を終了し、当駅も翌11月1日に廃止された。

### 年表
- 1949年（昭和24年）7月1日：開業[7]。
- 1969年（昭和44年）11月1日：駅廃止[7]。

## 駅構造
青柳ヶ浜駅は旅客の乗降のみを扱う旅客駅。水泳客のための駅だったことから、夏期のみ列車が停車する臨時駅であった。ホームは線路の片側（近江今津方面に向かって右側）に1面のみの片面ホーム。コンクリート製のホームに枕木を積んで作ったホームを接いでホーム長を延ばしていた。
駅出入口付近には水色の小屋があり、そこで駅業務が行われていた。
| ← 浜大津 方面 | 青柳ヶ浜駅 配線略図 | → 近江今津 方面 |
| 凡例 出典:    |                     |                 |

## 駅周辺
駅があった場所は大谷川のやや北側に相当する。江若鉄道の廃線後に開業した湖西線が江若鉄道の線路跡を利用し建設された中、当駅付近は線路跡と湖西線の位置がずれていて、湖西線の線路の東側に江若鉄道の路盤が残されているのが確認できる。ただし駅の痕跡は残されていない。

## 隣の駅
江若鉄道
江若鉄道線
近江木戸駅 - （臨）青柳ヶ浜駅 - 比良駅
- 当駅と近江木戸駅との間には、天井川の大谷川をくぐる大谷川トンネルがあった。